# 乙二酸二甲酯
乙二酸二甲酯（英語：Dimethyl oxalate）也称草酸二甲酯，是一種酯，化學式為CH3OOC-COOCH3,可以通过乙二酸和甲醇经过酯化反应得到。
它经氢化可用于制备乙醇酸甲酯、乙二醇或乙醇。

## 性质
乙二酸二甲酯是无色晶体，可溶于水60 g/L (25 °C)，密度1.148 g/mL。